# Karolina Skog
Karolina Skog (née le 30 mars 1976), est une femme politique suédoise.

## Biographie

### Carrière
Elle entre au Parti de l'environnement Les Verts en 2002. En 2005-2006, elle est rédactrice en chef de Grönt, le magazine du parti écologiste.
Le 25 mai 2016, elle est nommée ministre de l'Environnement dans le gouvernement Löfven I, mais elle démissionne le 21 janvier 2019.
Le 2 octobre 2020, elle annonce qu'elle se présenterait à l'élection du porte-parole du Parti vert en 2021.